# Liceo classico statale Dante Alighieri
Il liceo classico statale Dante Alighieri è un liceo classico di Roma, fondato nel 1938. Si trova nel rione Prati, in via Ennio Quirino Visconti 13, ed è intitolato al poeta Dante Alighieri.

## Storia
Il liceo classico "Dante Alighieri" è uno dei licei storici di Roma. Venne istituito nel 1938 in un palazzo di epoca umbertina del rione Prati, in via Ennio Quirino Visconti 13. La scuola è antistante Piazza della Libertà, nei pressi dell'appartamento dove nel 1943 fu fondato il primo Comitato di Liberazione Nazionale, alla presenza di Ivanoe Bonomi, Alcide De Gasperi, Pietro Nenni, Giovanni Amendola, Ugo La Malfa, Meuccio Ruini, Alessandro Casati. Il liceo "Dante Alighieri" fu, altresì, protagonista di un noto episodio della Resistenza romana, quando nel febbraio 1944 fu proclamato uno sciopero di studenti e professori contro l'occupazione tedesca e lo studente Massimo Gizzio (al quale ora è intitolato un collettivo) rimase ucciso negli scontri che seguirono.
Negli anni successivi, il "Dante Alighieri" ha mantenuto la sua identità di liceo classico, aggiornando la didattica e introducendo nuove metodologie di insegnamento per adattarsi ai cambiamenti della società. 
Da un punto di vista amministrativo, la scuola fino al 2012 ricadeva nel territorio del XVII Municipio, poi accorpato con il Municipio Roma I. Dal punto di vista dell'insediamento territoriale, l'Istituto appartiene al rione Prati. Nei laboratori di fisica e scienze naturali della scuola, è presente una collezione di strumenti scientifici e campionari biologici della prima e della seconda metà del XX secolo.

## Offerta formativa
Il liceo offre tre indirizzi: liceo classico tradizionale, potenziamento di matematica, potenziamento di lingue straniere. La lingua inglese è studiata nell'intero ciclo di studi ed è comune a tutti gli indirizzi. La scuola offre inoltre attività extrascolastiche e sportive; viene pubblicato, con cadenza mensile, il giornale studentesco Segnali di Fumo.